# Päivi Meriluoto
Päivi Meriluoto, född 12 december 1952, är en finländsk idrottare som tog brons i bågskytte vid olympiska sommarspelen 1980 i Moskva.